# カマルッディーン・ハーン
- カマルッディーン・ハーン
- ニザームル・ムルク
- アーサフ・ジャー

カマルッディーン・ハーン（ヒンディー語：निज़ाम-उल-मुल्क आसफजाह, ウルドゥー語: نظام الملک آصف جاہ اول, ペルシア語：آصف جاه, アラビア語：آصف جاه قمر الدين, Qamar-ud-din Khan, 1671年8月11日 - 1748年6月1日）は、ニザーム王国（ハイダラーバード王国）の初代君主（ニザーム、在位：1724年 - 1748年）。ムガル帝国のデカン総督・宰相でもある。ニザームル・ムルク（Nizam ul-Mulk）、アーサフ・ジャー（Asaf Jah）あるいはアーサフ・ジャー1世（Asaf Jah I）とも呼ばれる。
衰退するムガル帝国を見限り、1724年にシャカル・ケーダーの戦いで帝国軍を打ち破り独立し、 1948年にインドに併合されるまで続くデカン地方のニザーム王国の始祖となった。

## 生涯

### 帝国の忠臣として

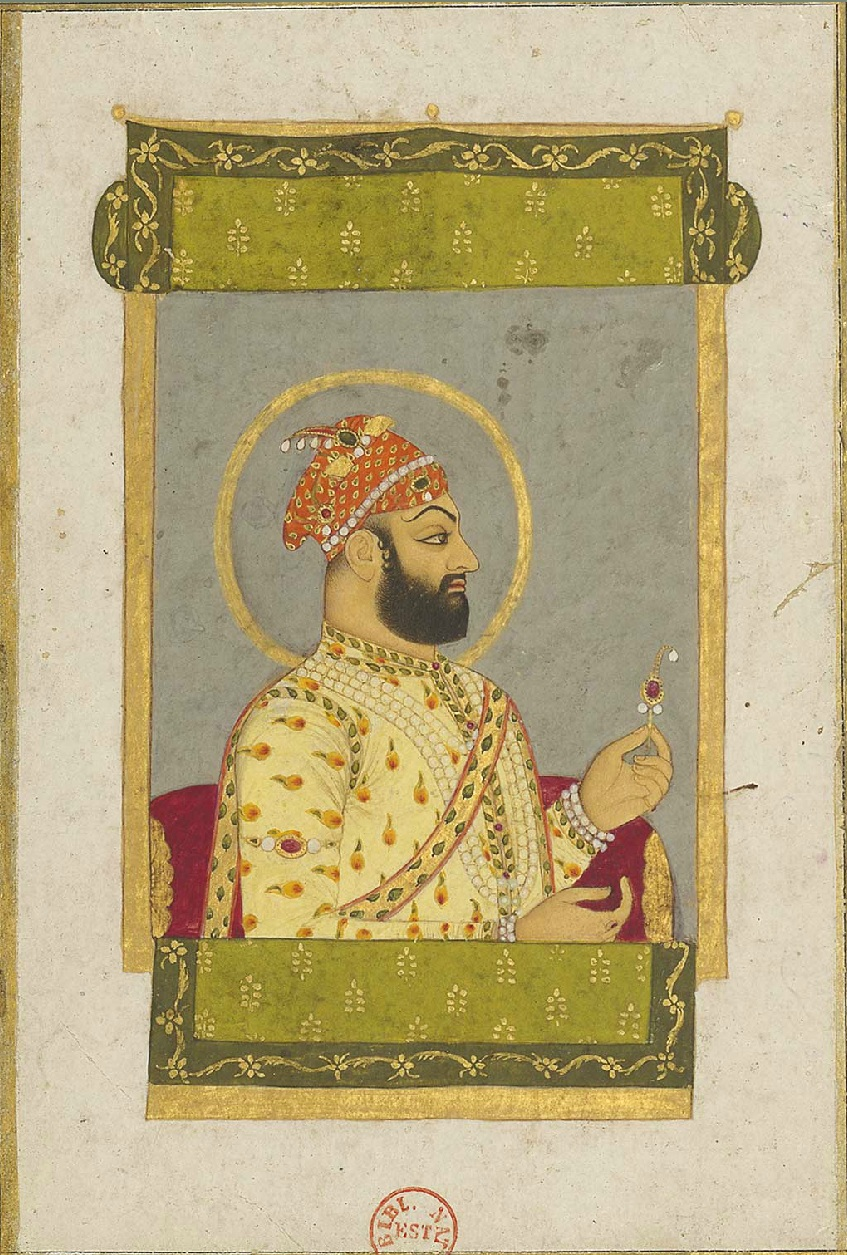
ファッルフシヤル

1671年8月21日、カマルッディーン・ハーンは、ムガル帝国の中央アジア・トルコ系貴族ガーズィー・ウッディーンの息子として生まれた。
1708年以降のアウラングゼーブ帝没後の帝位継承においては、カマルッディーン・ハーンは全身全霊をもってファッルフシヤル帝を支えた武将として活躍した。
カマルッディーン・ハーンはその即位に尽力し、1713年1月12日にファッルフシヤルは彼に「王国を取り仕切る者」あるいは｢皇帝の代理人｣を意味する「ニザームル・ムルク」の称号を与えた（その語源はアラビア語に由来し、1600年頃にウルドゥー語となったものである）。
ファッルフシヤル帝は即位後、カマルッディーン・ハーンをデカン地方へと派遣した。この頃、彼は中央に税を納入しながらも、デカンにおいて自身の権力基盤を形成することとなった。
ファッルフシヤルがサイイド兄弟と対立したとき、1719年1月にカマルッディーン・ハーンにデリーに帰還する命令を出したがすでに遅く、2月にファッルフシヤルは廃位された。そのため、5月9日にミール・カマルッディーンはデカンを出陣し、同月25日にブルハーンプルに陣を構え、サイイド兄弟打倒の機会を狙った。
ファッルフシヤルがサイイド兄弟に廃されたのち、ラフィー・ウッダラジャート、ラフィー・ウッダウラと二人続いたのち、帝位を継承した皇帝ムハンマド・シャーを援助し、1720年末にサイイド兄弟を討伐した。
カマルッディーン・ハーンは皇帝ムハンマド・シャーにその功績を認められ、全幅の信頼を置かれるとともに、1722年2月8日に宰相の地位を与えられ、重用されることとなった。同年6月20日、彼はデカン総督に任命され、同地の所領を皇帝からの勅状（フィルマーン）により認められた。

### 帝国からの独立とニザーム王国の創始

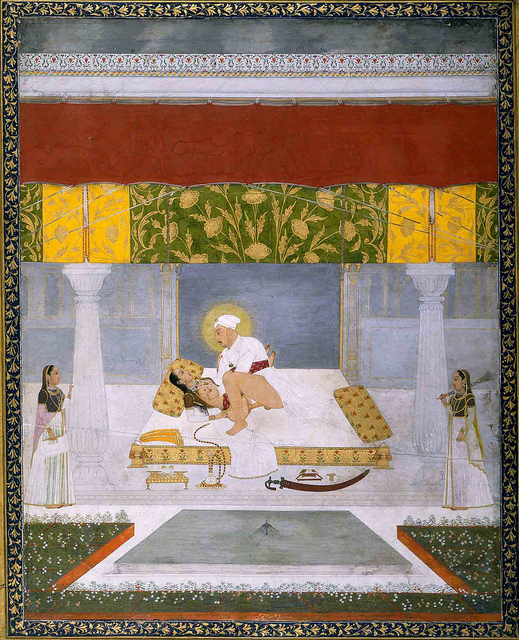
堕落したムハンマド・シャー

だが、カマルッディーン・ハーンはムハンマド・シャーの堕落や側近のいさかいに次第に愛想を尽かすようになっていき、彼が行おうとした国政の改革もくだらない対立のために頓挫した。そのため、ついには帝国をその衰運に任せ、自身は別の道を切り開く、つまり新たな国家の樹立を考えるようになった。
そして、1723年10月にカマルッディーン・ハーンは宰相職を辞し、帝国に見切りをつけてデリーを出て、自らの所領があるデカン高原に国家を樹立しようと南へと旅立った。この宰相の独立をある歴史家はこう記している。
| 「 | 「彼の出立は、帝国からの忠誠と美徳の遁走を象徴した」 | 」 |

1724年10月11日、カマルッディーン・ハーンは所領を目指して南下中、彼に代わってデカン総督となっていたムバーリズ・ハーン率いるムガル帝国軍の攻撃を受けた（シャカル・ケーダーの戦い）。だが、彼は巧妙な戦術でムガル帝国軍を完膚なきまでに打ち破り、ムバーリズ・ハーンを殺害し、これにより彼を始祖とするニザーム王国が創始された。
同年12月7日、カマルッディーン・ハーンはハイダラーバードをニザーム王国の一時的な首都と定め、1725年1月16日にこの都市に入城し、この地域の支配を固めた。そのため、王国の名がこのハイダラーバードの名を冠して、ハイダラーバード王国とも呼ばれることもあった。
結局、ムガル帝国はこの独立を認めざるを得ず、同年6月25日にはカマルッディーン・ハーンを名目的にデカン6州の全体を統括するデカン総督の地位に任命し、この地を事実上放棄することとなった。またこのとき、皇帝ムハンマド・シャーに「アーサフ・ジャー」の称号を贈られ、この称号がニザーム王国の王朝名となり、アーサフ・ジャーヒー朝とも呼ばれるようになった。

### マラーターとの戦い

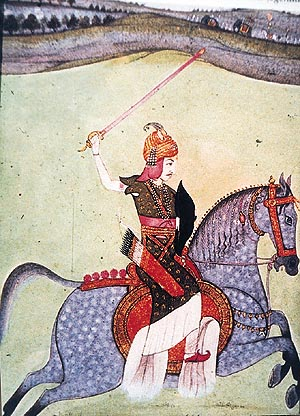
バージー・ラーオ

カマルッディーン・ハーンはハイダラーバードを一時的な首都したが、のちに同地からアウランガーバードへと移動し、自己の所領と支配を固めようとした。
だが、領土としてあてがわれたデカン6州はマラーター王国にも権利が認められていたため、マラーターとの間に争いが生じた。すでに、1718年7月にマラーターはムガル帝国領のデカン6州に関してのチャウタ（諸税の4分の1を徴収する権利）およびサルデーシュムキー（諸税の10分の1を別に徴収する権利）の徴収を帝国と取り決め、1719年3月に皇帝に認められていたのである。
1727年初頭、マラーター王国の宰相バージー・ラーオが南インドのカルナータカ地方に遠征中、ニザーム王国は彼に敵対するマラーターの武将らとともに攻め込んだ。同年4月にバージー・ラーオもカルナータカ遠征を終え、本国へと戻った。
1728年2月、ニザーム王国の軍はプネー及びその周辺の地域を占領したが、遠征から戻ってきたバージー・ラーオに破られた（パールケードの戦い）。同年3月6日、ニザームはマラーターのデカンにおけるチャウタとルデーシュムキーを認めた。

### ボーパールの戦いとマールワー割譲

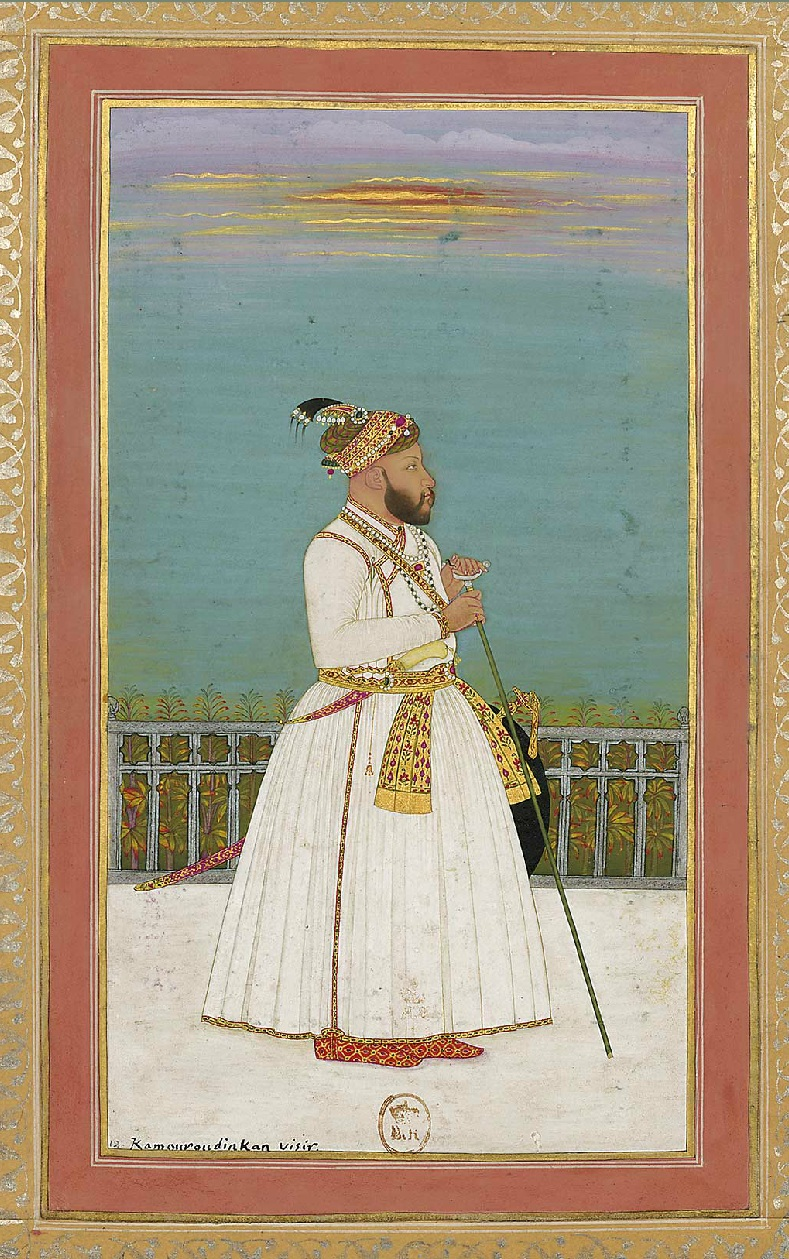
カマルッディーン・ハーン

デカンにおいてニザーム王国が敗れたのち、バージー・ラーオの軍勢は毎年のようにムガル帝国の領土に攻め入り、マールワーなどからチャウタを徴収していたが、1730年代後半にはデリー近郊にまで進出していた。
バージー・ラーオはムガル帝国のデカンの領土を支配下に入れ、それまで略奪先だった中部インドのマールワーや西インドのグジャラート、デリー近郊までもマラーター同盟の支配下に置いた。
そして、バージー・ラーオは北上し、1737年3月28日にムガル帝国の首都デリーを攻撃し、その軍勢を破った（デリーの戦い）。アウラングゼーブの死後30年目に起ったこの出来事は、ムガル帝国の衰退をよくあらわしていた。
ムガル帝国はニザーム王国に援軍を要請しており、カマルッディーン・ハーンが派遣した援軍は間に合わず、バージー・ラーオの帰途に迎撃したが、同年12月24日にボーパールで敗れた（ボーパールの戦い）。
敗れたニザーム王国軍はボーパールに包囲されたのち講和を結ぶことに決め、1738年1月7日に講和し、ニザーム王国はマラーター同盟にマールワーを割譲せざるを得なかった。

### カルナータカ太守への介入
ニザーム王国はマラーターに敗れたとはいえ、同じようにムガル帝国から独立した南インドのカルナータカ太守にはよく介入していた。
1742年10月、太守サフダル・アリー・ハーンが従兄弟ムルタザー・アリー・ハーンに殺害されると、カマルッディーン・ハーンはすぐに歩兵20万、騎兵8万の大軍を送り、3月にアルコットを占拠した。
なお、ニザームの軍勢はそのままマラーターの支配するティルチラーパッリに向かい、同年8月29日にこの地を落とすことに成功した（ティルチラーパッリ包囲戦）。
1744年7月、サフダル・アリー・ハーンの幼い息子である太守サアーダトゥッラー・ハーン2世が暗殺されると、カマルッディーン・ハーンはまもなく自身の部下であるアンワールッディーン・ハーンを太守に任命した。

### 内政における改革

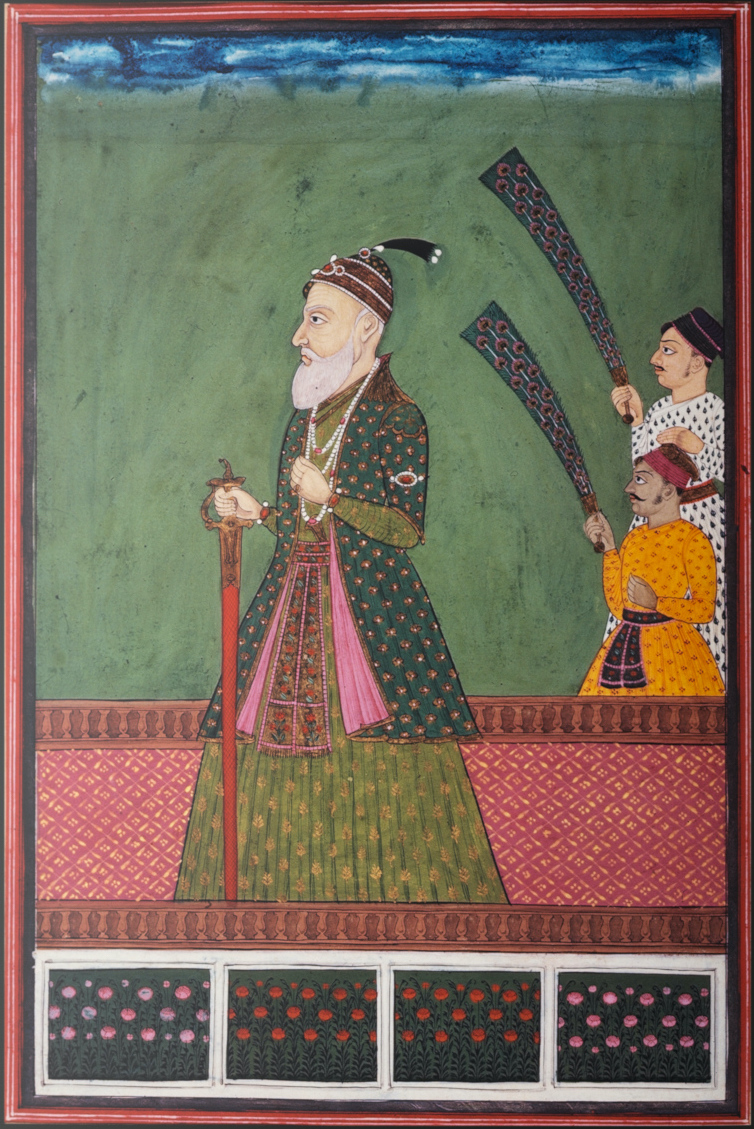
カマルッディーン・ハーン

ニザーム王国はデカンにおいてはマラーター勢力に対して不利な立場であったが、ハイダラーバードに中心にデカン高原南部に広大な領域を拡大し、一定の勢力を保持することができた。カマルッディーン・ハーンは自らムガル帝国から正式に独立を宣することはなかったが、デカンおいては事実上独立した立場をとり、独自の行政を敷いている。
とはいえ、ムガル帝国のように家臣に官職や封土としてジャーギールを与え、ジャーギールダーリー制を導入し、アクバルのようにヒンドゥー教徒には寛容な政策をとった。彼の最初の宰相がプーラン・チャンドというヒンドゥー教徒だったことも注目すべき点である。
また、ムガル帝国のジャーギールダーリー制を王国に導入したことで、反抗的な有力ザミーンダールにはその権威に服すように強要した。その一方でマラーター勢力を領土から締め出し、デカンに秩序ある行政を敷いた。また、王国の徴税機構からは汚職による腐敗を排除しようとしたことも知られている。
カマルッディーン・ハーンはまさに、1948年にインドに併合されるまで続くニザーム王国の基礎を盤石にした人物であった。 彼はムガル帝国分裂期の18世紀のインドにおいて、最も偉大な人物の一人でもあった。

### 死
1748年6月1日、カマルッディーン・ハーンはデカンのブルハーンプルで死亡し、その遺体はアウランガーバード近郊のフルダーバードに埋葬された。
その死後、息子のナーシル・ジャングが後を継いだが、孫のムザッファル・ジャングも王位の継承を主張し、カルナータカ太守の内乱も相まって第二次カーナティック戦争が勃発した。